# Diocesi di Aberdeen

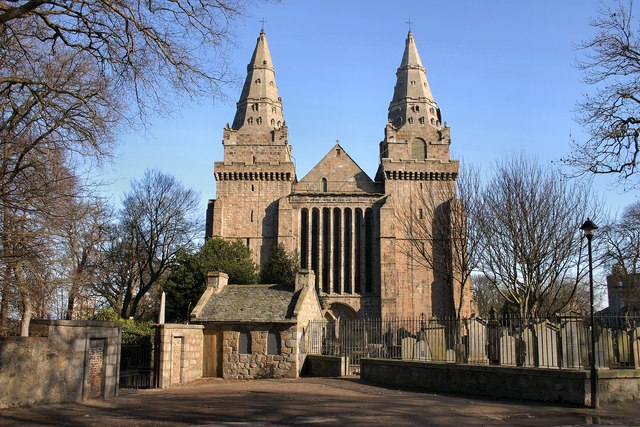
La chiesa di San Macario, che fu cattedrale della diocesi di Aberdeen fino alla riforma protestante, appartiene oggi alla Chiesa di Scozia.

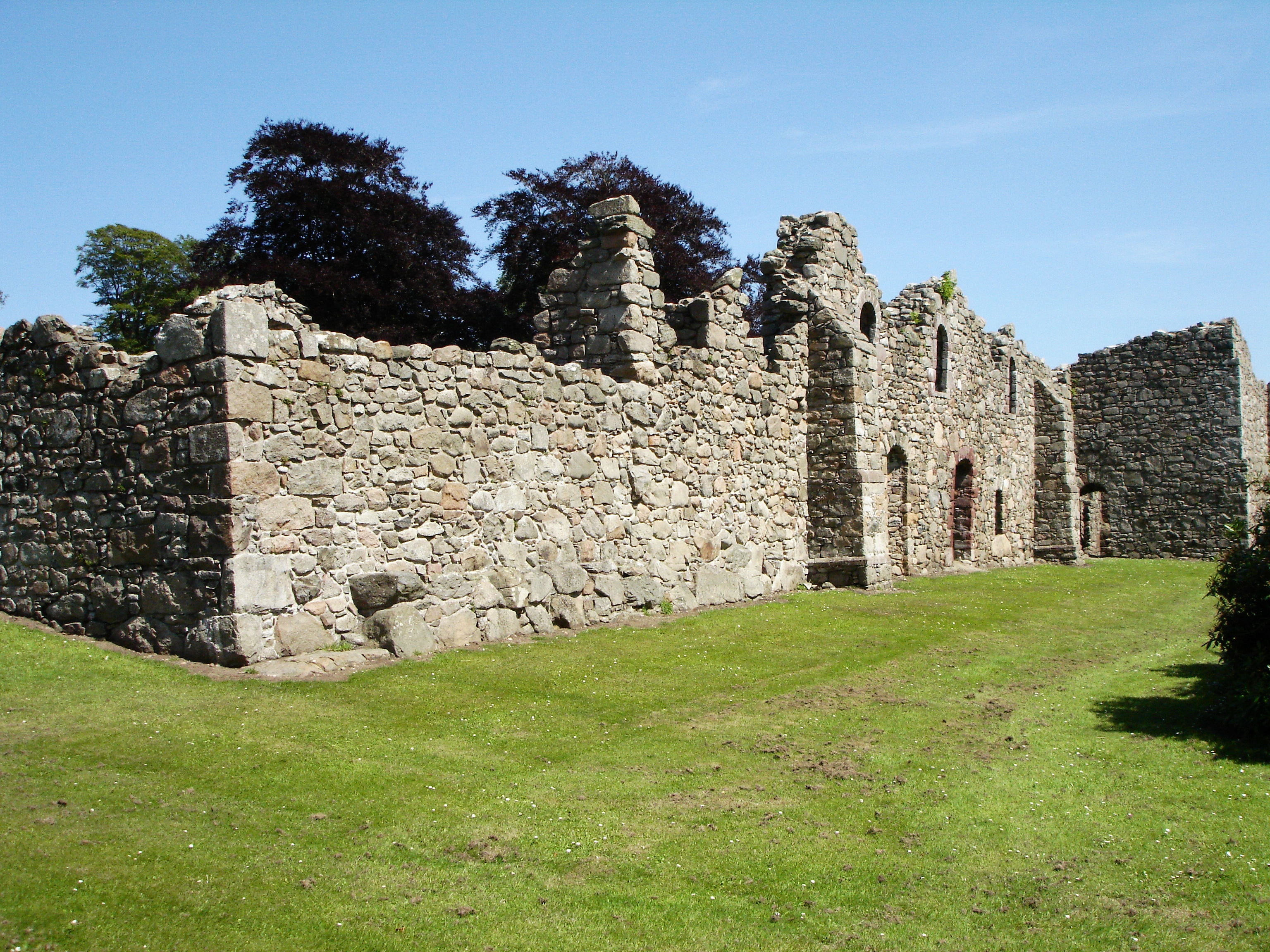
Resti dell'abbazia cistercense di Deer (Deer Abbey), fondata nel 1219.

La diocesi di Aberdeen (in latino Dioecesis Aberdonensis) è una sede della Chiesa cattolica in Scozia suffraganea dell'arcidiocesi di Saint Andrews ed Edimburgo. Nel 2022 contava 51.000 battezzati su 818.000 abitanti. È retta dal vescovo Hugh Gilbert, O.S.B.

## Territorio
La diocesi comprende le seguenti aree nel nord della Scozia: le contee di Aberdeenshire e Moray, le Highlands, e le isole Orcadi e Shetland.
Sede vescovile è la città di Aberdeen, dove si trova la cattedrale dell'Assunzione di Maria Vergine.
Il territorio si estende su 30.000 km² ed è suddiviso in 33 parrocchie.

## Storia

### Antica diocesi di Aberdeen
Secondo la tradizione, la diocesi di Mortlach nel Banffshire sarebbe stata eretta in seguito alla vittoria del re scozzese Malcolm III sui Danesi. Fu lo stesso re ad erigere la diocesi, di cui si conoscono i nomi di soli tre vescovi, vissuti all'incirca nell'XI secolo: Beóán (Beano), Donercius e Cormac. Questa tradizione non è storicamente documentata e da alcuni storici è ritenuta puramente leggendaria.
Nel 1131, durante il regno di Davide I, la sede episcopale fu trasferita dal vescovo Nechtan ad Aberdeen (Old Aberdeen), e fu eretta a cattedrale la chiesa di San Machar, considerato dalla tradizione l'evangelizzatore della regione. La cattedrale fu ricostruita durante l'episcopato di Alexander de Kininmund II (seconda metà del XIV secolo). Secondo Taylor, l'erezione di una diocesi ad Aberdeen farebbe parte della trasformazione della Chiesa scozzese, da Chiesa di carattere celtico-monastico a Chiesa romana, operazione di cui il re Davide I fu uno dei protagonisti.
Fin dalla sua fondazione la diocesi era immediatamente soggetta alla Santa Sede; il 17 agosto 1472 entrò a far parte della provincia ecclesiastica di Saint Andrews. Era delimitata a nord e ad est dal mare del Nord, e confinava a sud con le diocesi di Saint Andrews, di Brechin e di Dunkeld e ad ovest con la diocesi di Moray.
Nella diocesi esistevano diversi edifici monastici, tra i quali i monasteri benedettini di Aberdeen e di Fyvie, quello cistercense di Deer e quello agostiniano di Monymusk.

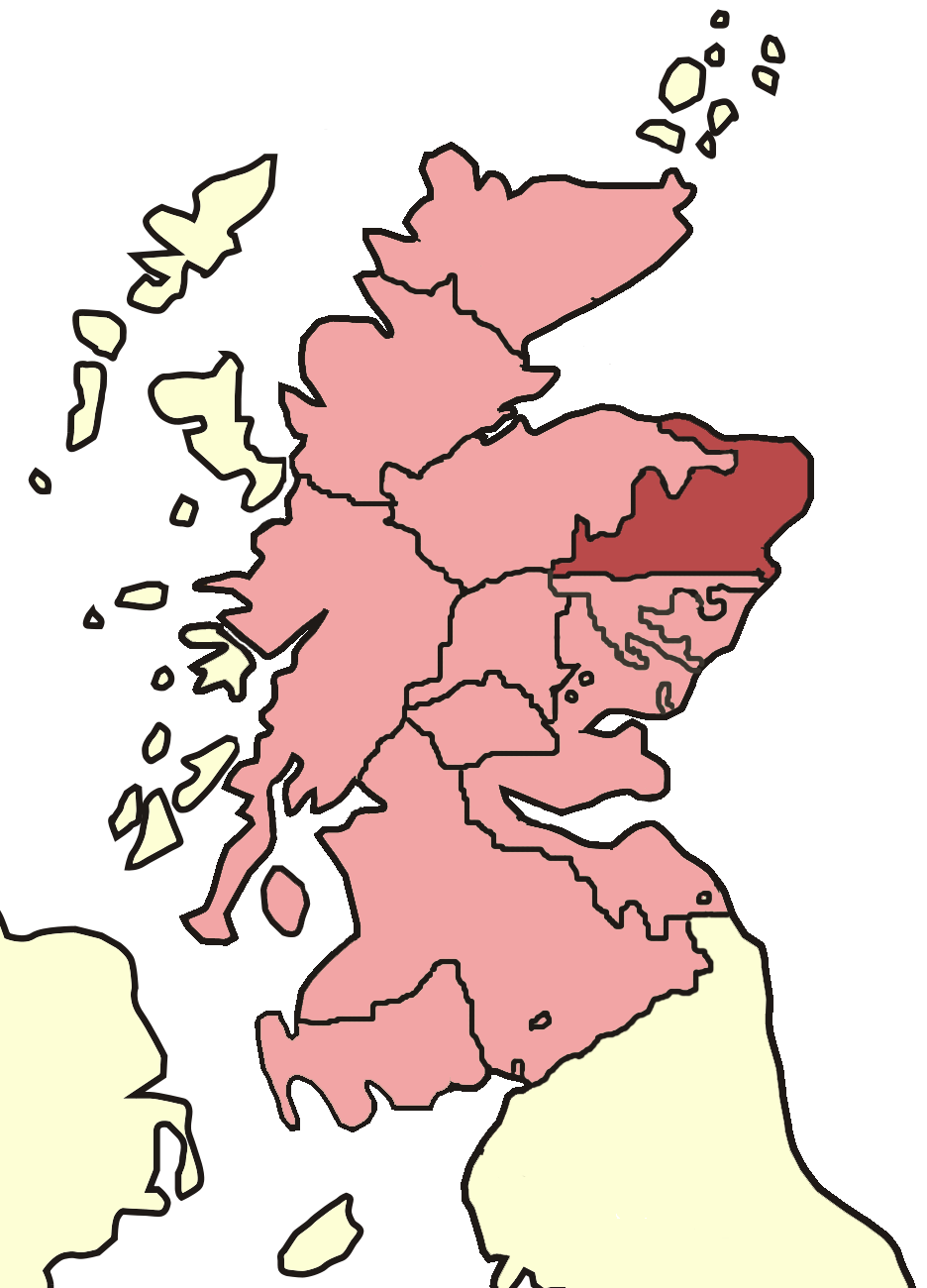
Territorio dell'antica diocesi di Aberdeen

Nel 1507 il vescovo William Elphinstone redasse il breviario di Aberdeen e lo fece pubblicare. Si tratta del primo libro stampato in Scozia.
L'ultimo vescovo cattolico di Aberdeen fu William Gordon, deceduto nel 1577; con lui termina la prima fase cattolica della storia della diocesi di Aberdeen, rompendo la comunione con la Santa Sede. Il vescovo fu noto per la sua vita licenziosa: ebbe otto figli da una donna nubile, Janet Knowles, e manteneva la sua famiglia con le rendite vescovili. Ostile al calvinismo per i suoi accenti presbiteriani, fu rassicurato nei suoi interessi dai toni episcopalisti del nuovo re Giacomo Stuart, tanto da trovare un accomodamento con la Chiesa di Scozia in questa sua prima fase luterana e mantenersi in carica fino alla morte.
A Gordon succedette David Cunningham, che continuò la serie dei vescovi all'interno della Chiesa episcopale scozzese: la diocesi episcopale di Aberdeen fu ufficialmente soppressa nel diritto scozzese dapprima durante la rivoluzione inglese e poi definitivamente nel 1688 a seguito della Gloriosa rivoluzione, quando tutte le chiese e i suoi beni furono assegnati alla Chiesa presbiteriana che aveva definitivamente abbracciato il calvinismo appoggiando la rivoluzione. La Chiesa episcopale non scomparve comunque del tutto, e continuò ininterrottamente la storia della diocesi fino ad oggi erigendo nuovi templi di culto, e dal 1865 ha il titolo di "diocesi di Aberdeen e delle isole Orcadi".

### Antichi ospedali

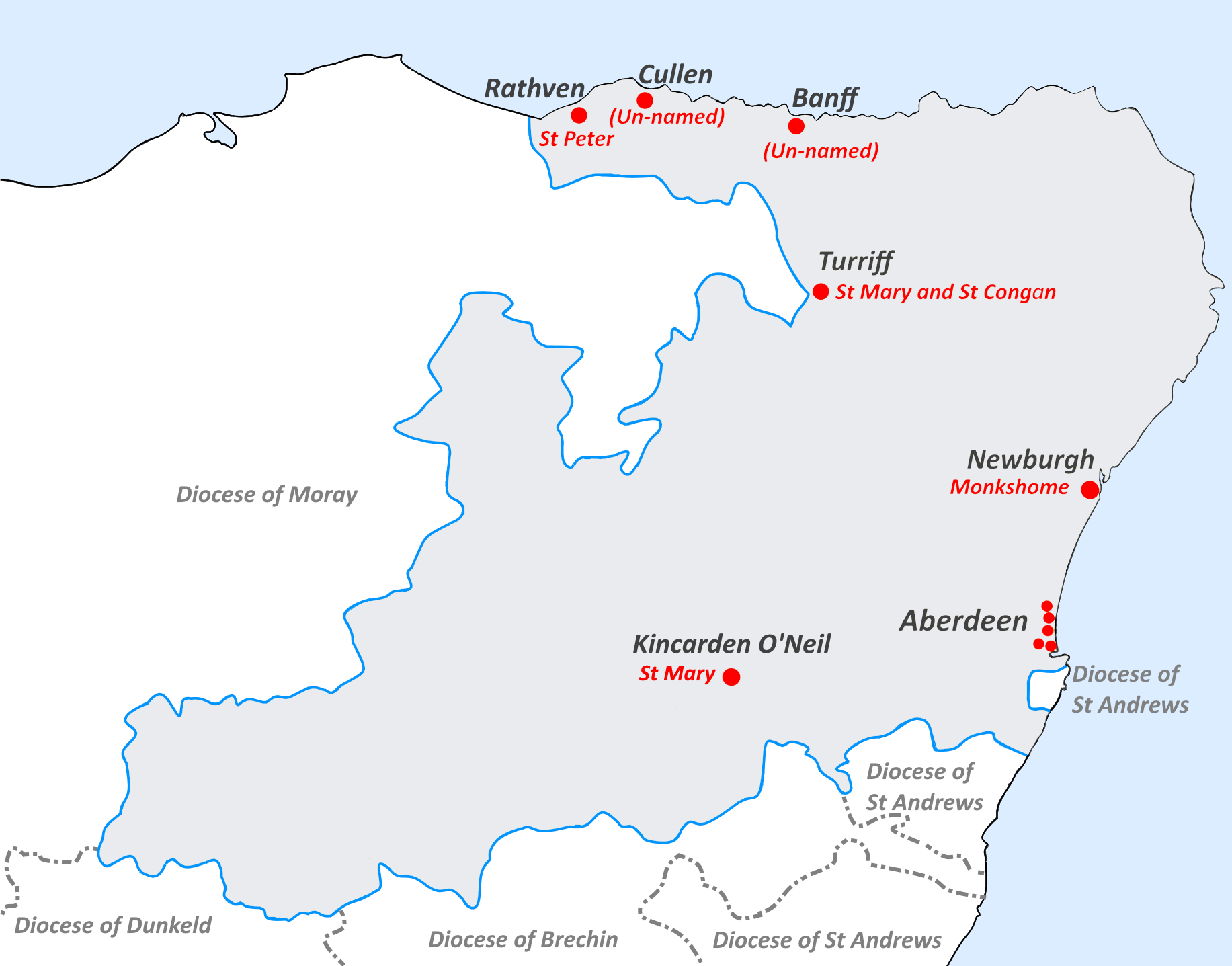
Ospedali diocesani nel Cinquecento

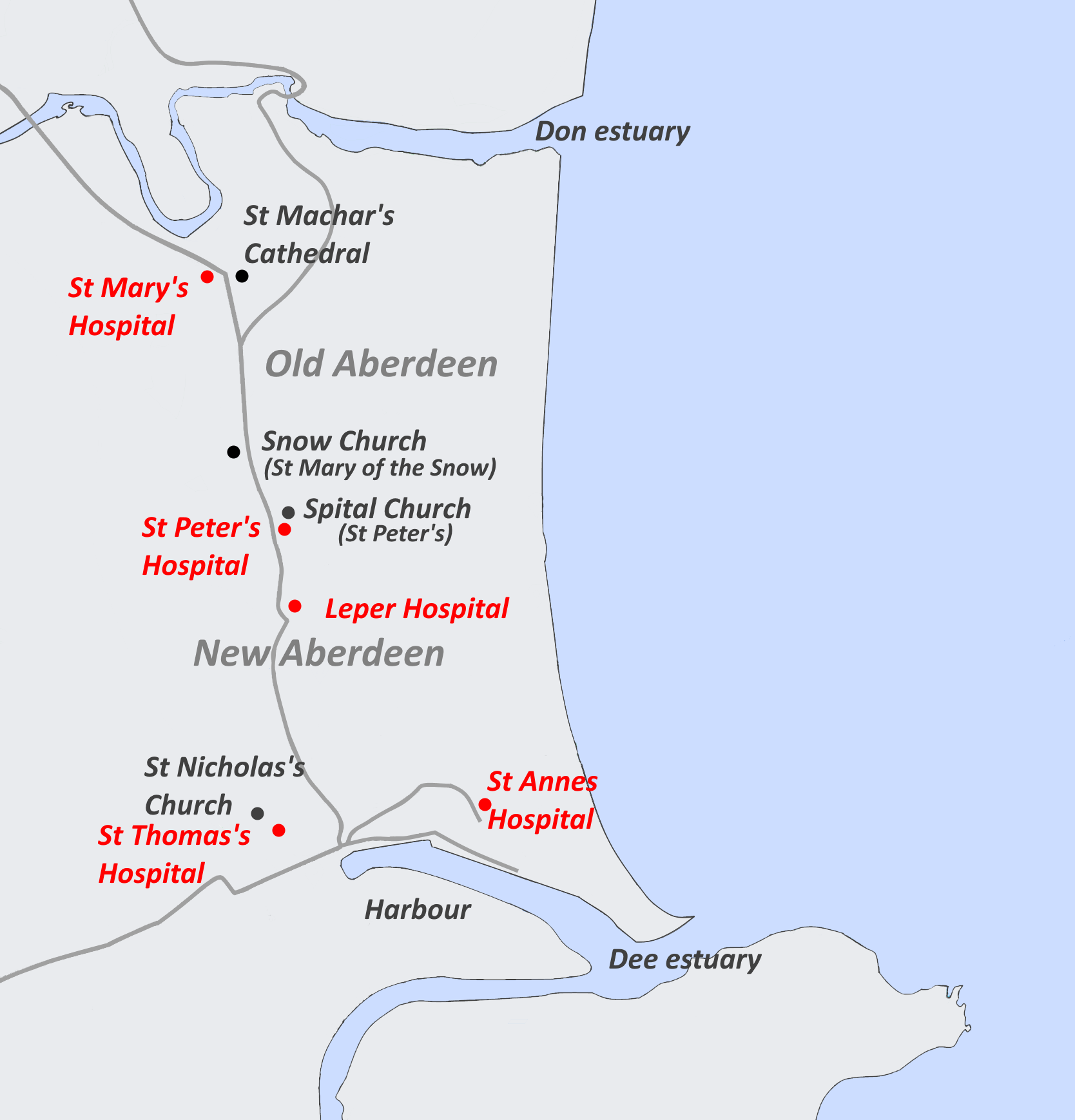
Dettaglio di Aberdeen città

Sebbene molti ospedali dipendessero dai monasteri, quelli all'interno della diocesi di Aberdeen operavano come istituzioni secolari sotto la giurisdizione del vescovo. I benevoli fondatori di questi ospedali imponevano condizioni specifiche al loro altruismo: i destinatari delle cure erano obbligati a offrire preghiere per le anime dei loro patroni, i quali credevano che, di conseguenza, avrebbero ricevuto una riduzione del tempo trascorso in purgatorio. Questi ospedali aderivano a rigidi codici di comportamento e, nonostante fossero di natura laica, seguivano i principi di una regola monastica, spesso quella di Sant'Agostino.
All'interno della diocesi di Aberdeen furono istituiti un totale di undici ospedali. Tra questi, cinque erano situati ad Aberdeen: tre nel borgo ecclesiastico di Old Aberdeen e due nel borgo reale di New Aberdeen nell'area del porto. Questi ospedali avevano vari scopi, in particolare la cura di lebbrosi (3), malati non lebbrosi, malati e poveri, anziani, e medicina generale (uno ciascuno).
Il quarto concilio lateranense del 1215 proibì a chierici e infermieri di praticare la chirurgia se questa includeva il salasso, ma le terapie erboristiche sarebbero state probabilmente disponibili per l'uso dei degenti. Ci sono pochissime prove che i dottori si prendessero cura delle necessità dei detenuti e l'enfasi era più sul benessere dell'anima che su quello del corpo. La maggior parte degli ospedali in Scozia era piccola in termini di degenti e solo un piccolo numero di ospedali ospitava più di 20 letti. L'ultimo ospedale ad essere costruito nella diocesi di Aberdeen fu l'ospizio dedicato a Santa Maria e fondato dal vescovo Gavin Dunbar nel 1532 e poteva alloggiare 12 anziani.

### Antichi monasteri

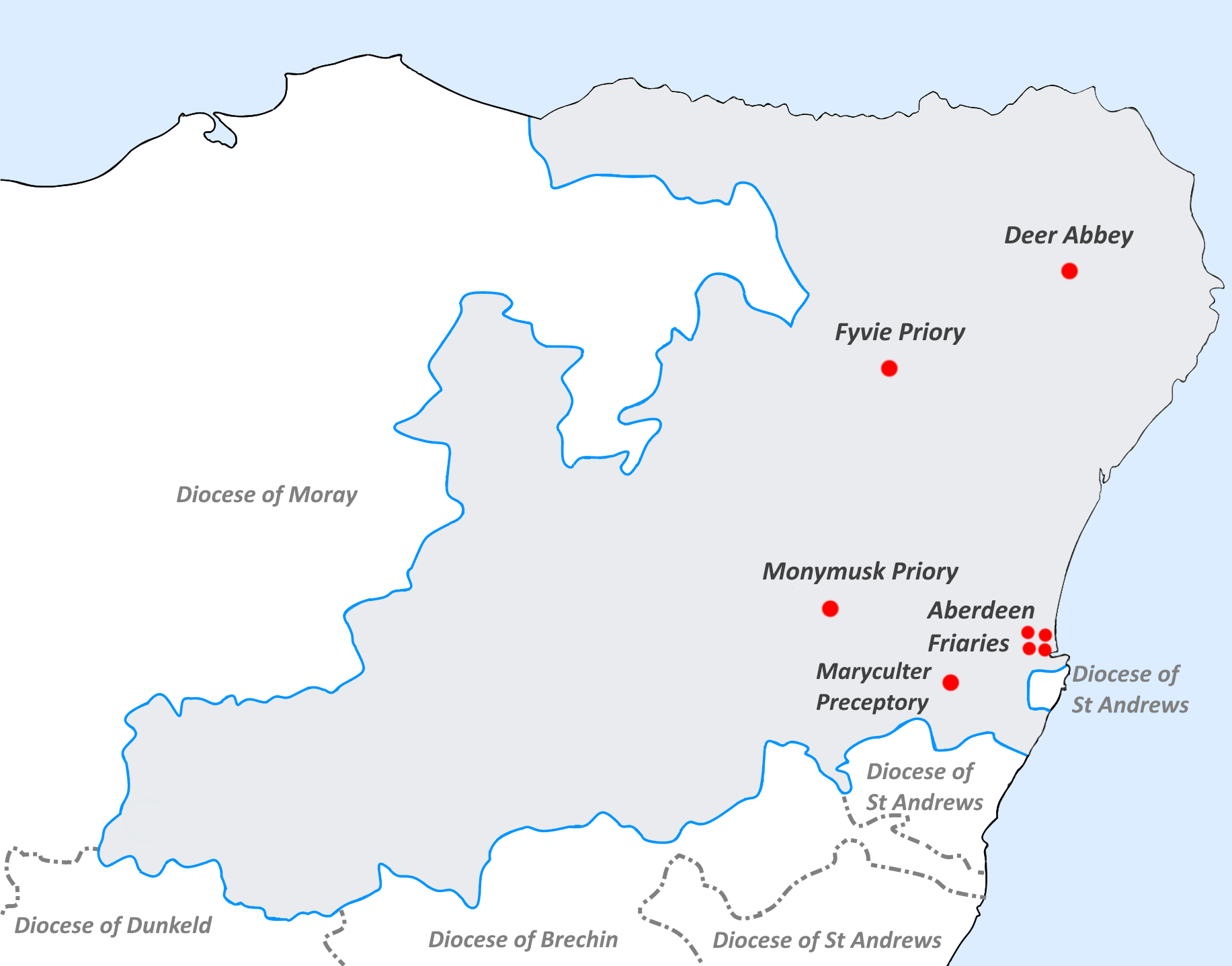
Monasteri nella diocesi del Cinquecento

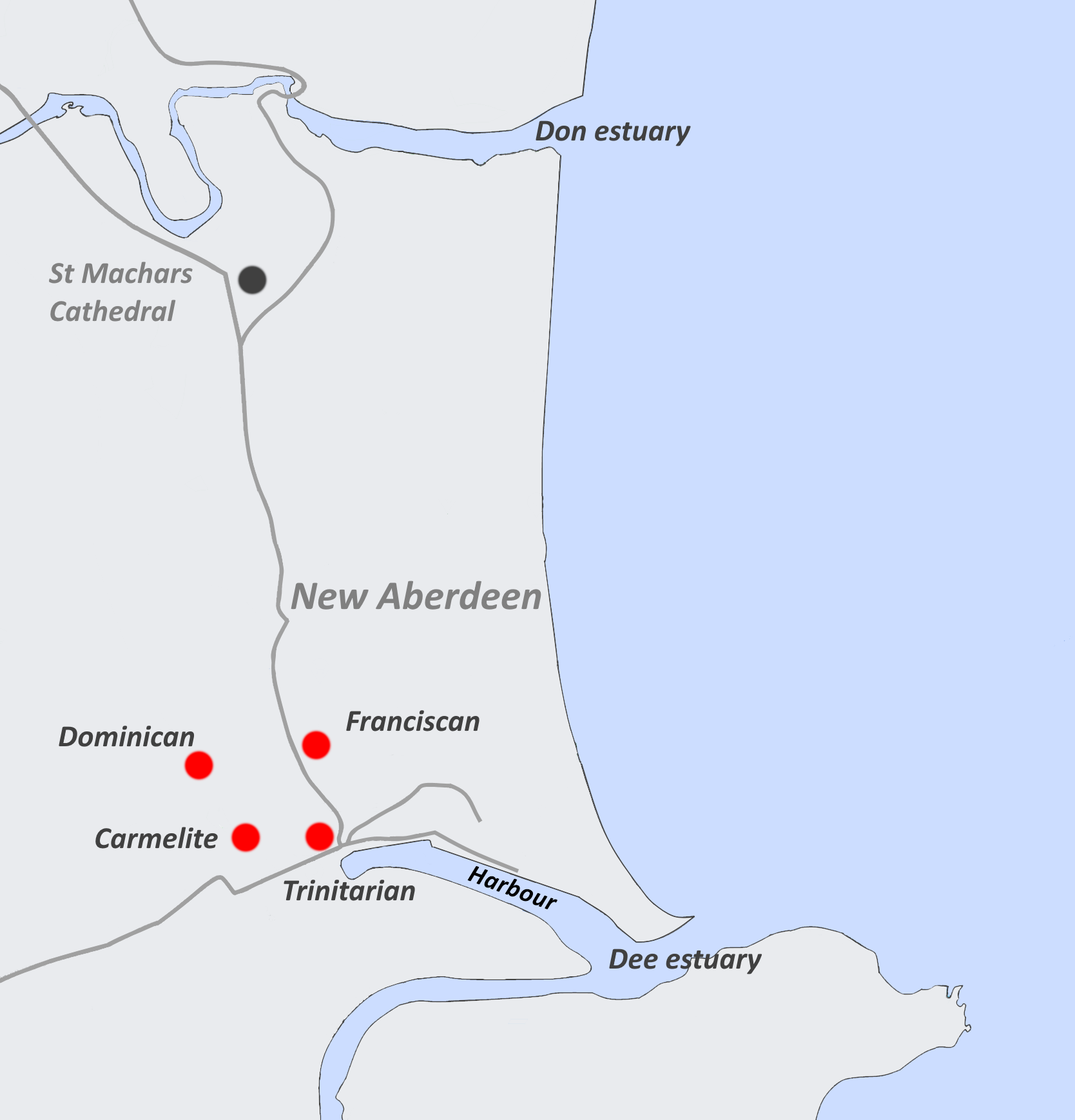
Particolare di Aberdeen citta

Durante il tardo Medioevo al vescovo vennero conferiti poteri di visita e correzione sulle case religiose sotto la sua giurisdizione. Nonostante ciò, alcuni ordini monastici chiesero e ottennero l'esenzione dai controlli diocesani, mentre altri si sottomisero al controllo del vescovo. Nella diocesi di Aberdeen, poiché i cistercensi, i templari, gli ospitalieri e tutti gli ordini dei frati erano esenti, la visita del vescovo si sarebbe applicata solo alle case di Monymusk e Fyvie. Il vescovo interagiva con i monasteri anche in altri modi limitati. In genere, i monaci non erano chierici, quindi affinché una comunità monastica funzionasse, era necessario che il vescovo ordinasse un numero sufficiente di suoi membri agli ordini sacri per provvedere alle sue necessità liturgiche e sacramentali. Solo il vescovo poteva consacrare chiese e cappelle del monastero e benedire gli altari. Inoltre, poiché molte chiese parrocchiali nella diocesi erano annesse ai monasteri, queste appropriazioni dovevano essere confermate dal vescovo che poi doveva assicurarsi che i monasteri continuassero a fornire un'adeguata provvista di vicariato per la cura delle anime.

### Dopo la Riforma
Le missioni cattoliche in Scozia ripresero nel XVII secolo. Il vicariato apostolico del distretto delle Highlands (o degli Altopiani) fu eretto il 23 luglio 1727, ricavandone il territorio dal vicariato apostolico di Scozia (oggi arcidiocesi di Saint Andrews ed Edimburgo), istituito come prefettura apostolica nel 1653.
A causa dell'aumento del numero dei cattolici, il 13 febbraio 1827 papa Leone XII operò una revisione delle circoscrizioni ecclesiastiche cattoliche in Scozia, portando il numero dei vicariati apostolici da due a tre, e con il breve Quanta laetitia istituì il vicariato apostolico del distretto settentrionale con sede ad Aberdeen. A Blair, nei pressi della città, venne istituito il seminario, unico per tutta la Scozia.
Il 17 agosto 1869 la giurisdizione del vicariato apostolico del distretto settentrionale fu estesa alla contea di Caithness e alle isole Orcadi e Shetland, già di pertinenza della prefettura apostolica del Polo Nord.
Il 4 marzo 1878, nel contesto dell'istituzione della nuova gerarchia cattolica scozzese, in forza della bolla Ex supremo Apostolatus di papa Leone XIII fu restaurata la diocesi di Aberdeen, con estensione sul medesimo territorio del precedente vicariato apostolico del distretto settentrionale.
La diocesi è la più estesa della Scozia, coprendone circa un terzo del suo territorio. Essa comprende i territori delle antiche diocesi medievali di Orkney, Caithness, Ross, Moray e Aberdeen.

## Cronotassi
Si omettono i periodi di sede vacante non superiori ai 2 anni o non storicamente accertati.

### Vescovi di Mortlach
- San Beóán (Beano) † (1015 - 1047 deceduto)
- Donercius † (? - 1098 deceduto)
- Cormac †

### Vescovi di Aberdeen fino alla Riforma
- Nechtan † (prima del 1132 - dopo il 1136)
- Edward † (prima del 1157 - 1171 deceduto)
- Matthew † (2 aprile 1172 consacrato - luglio o agosto 1199 deceduto)
- John † (prima del 26 dicembre 1199 - 1207 deceduto)
- Adam de Kald † (29 gennaio 1208 - 1227 deceduto)
- Gilbert de Stirling † (1228 - 1239 deceduto)
- Radulf de Lamblay, O.S.B. † (1239 - 1247 deceduto)
- Peter de Ramsay † (13 maggio 1247 - 1256 deceduto)
- Richard de Potton † (1256 - 1267 deceduto)
- Hugh Benham † (23 luglio 1272 - 1279 deceduto)
- Henry le Chen † (17 giugno 1282 - 1329 deceduto)
  - Walter Herok † (1329 deceduto) (vescovo eletto)[14]
- Alexander de Kininmund I † (21 agosto 1329 - 1344 deceduto)
- William de Deyn, O.S.B. † (13 settembre 1344 - 20 agosto 1350 deceduto)
- John de Rait † (19 novembre 1350 - 1355 deceduto)
- Alexander de Kininmund II † (4 dicembre 1355 - 29 luglio 1380 deceduto)
- Adam de Tyninghame † (15 ottobre 1380 - 1390 deceduto)
- Gilbert de Greenlaw † (19 gennaio 1390 - 1422 deceduto)
- Henry de Leighton † (1º aprile 1422 - 1441 deceduto)
- Ingram Lindsay † (28 aprile 1441 - 1457 deceduto)
- Thomas Spence † (21 novembre 1457 - ? deceduto)
- Thomas Vaus † (22 dicembre 1458 - 15 aprile 1480 deceduto)[15]
- Robert Blackadder † (14 luglio 1480 - 19 marzo 1483 nominato vescovo di Glasgow)
- William Elphinstone † (19 marzo 1483 - 25 ottobre 1514 deceduto)[16]
- Alexander Gordon † (6 giugno 1516 - 29 giugno 1518 deceduto)
- Gavin Dunbar † (5 novembre 1518 - 9 marzo 1532 deceduto)[17]
- William Stewart † (13 novembre 1532 - 17 aprile 1545 deceduto)
- William Gordon † (17 maggio 1546 - 6 agosto 1577 deceduto)[18]

### Vescovi di Aberdeen dopo il XVII secolo
- Alexander John Grant † (16 settembre 1727 - 19 settembre 1727 deceduto)
- Hugh MacDonald † (12 febbraio 1731 - 12 marzo 1773 deceduto)
- John MacDonald † (12 marzo 1773 succeduto - 9 maggio 1779 deceduto)
- Alexander MacDonald † (30 settembre 1779 - 9 settembre 1791 deceduto)
- John Chisholm † (8 novembre 1791 - 8 luglio 1814 deceduto)
- Aeneas Chisholm † (8 luglio 1814 succeduto - 31 luglio 1818 deceduto)
- Ranald MacDonald, C.SS.R. † (27 agosto 1819 - 13 febbraio 1827 nominato vicario apostolico del distretto occidentale)
- James Kyle † (13 febbraio 1827 - 23 febbraio 1869 deceduto)
- John MacDonald † (23 febbraio 1869 succeduto - 4 febbraio 1889 deceduto)
- Colin Grant † (16 luglio 1889 - 26 settembre 1889 deceduto)
- Hugh McDonald † (14 agosto 1890 - 29 maggio 1898 deceduto)
- Aeneas Chisholm † (7 gennaio 1899 - 13 gennaio 1918 deceduto)
- George Henry Bennett † (18 giugno 1918 - 25 dicembre 1946 deceduto)
- John Alexander Matheson † (2 agosto 1947 - 5 luglio 1950 deceduto)
- Francis Raymond Walsh, M.Afr. † (20 giugno 1951 - 22 luglio 1963 dimesso[19])
- Michael Foylan † (8 dicembre 1964 - 28 maggio 1976 deceduto)
- Mario Joseph Conti † (28 febbraio 1977 - 15 gennaio 2002 nominato arcivescovo di Glasgow)
- Peter Antony Moran (13 ottobre 2003 - 4 giugno 2011 ritirato)
- Hugh Gilbert, O.S.B., dal 4 giugno 2011

## Statistiche
La diocesi nel 2022 su una popolazione di 818.000 persone contava 51.000 battezzati, corrispondenti al 6,2% del totale.
| anno | popolazione | popolazione | popolazione | presbiteri | presbiteri | presbiteri | presbiteri                | diaconi | religiosi | religiosi | parrocchie |
| anno | battezzati  | totale      | %           | numero     | secolari   | regolari   | battezzati per presbitero | diaconi | uomini    | donne     | parrocchie |
| ---- | ----------- | ----------- | ----------- | ---------- | ---------- | ---------- | ------------------------- | ------- | --------- | --------- | ---------- |
| 1950 | 13.500      | 620.000     | 2,2         | 72         | 48         | 24         | 187                       |         | 43        | 82        | 40         |
| 1959 | 13.000      | 640.910     | 2,0         | 76         | 43         | 33         | 171                       |         | 270       | 96        | 43         |
| 1970 | 11.405      | 609.273     | 1,9         | 75         | 36         | 39         | 152                       |         | 61        | 92        | 41         |
| 1980 | 15.000      | 660.000     | 2,3         | 80         | 46         | 34         | 187                       |         | 58        | 66        | 39         |
| 1988 | 15.000      | 607.000     | 2,5         | 59         | 29         | 30         | 254                       | 2       | 48        | 53        | 39         |
| 1999 | 17.650      | 700.000     | 2,5         | 46         | 25         | 21         | 383                       | 7       | 40        | 30        | 39         |
| 2000 | 16.252      | 700.000     | 2,3         | 46         | 27         | 19         | 353                       | 7       | 33        | 28        | 39         |
| 2001 | 16.000      | 700.000     | 2,3         | 44         | 27         | 17         | 363                       | 10      | 38        | 27        | 41         |
| 2002 | 15.760      | 700.000     | 2,3         | 45         | 28         | 17         | 350                       | 11      | 33        | 27        | 39         |
| 2003 | 14.469      | 700.000     | 2,1         | 46         | 29         | 17         | 314                       | 13      | 33        | 27        | 41         |
| 2004 | 11.173      | 700.000     | 1,6         | 48         | 31         | 17         | 232                       | 13      | 33        | 27        | 41         |
| 2006 | 20.000      | 700.000     | 2,9         | 44         | 31         | 13         | 454                       | 12      | 26        | 26        | 41         |
| 2011 | 18.378      | 723.000     | 2,5         | 43         | 31         | 12         | 427                       | 11      | 23        | 19        | 43         |
| 2012 | 18.500      | 728.000     | 2,5         | 48         | 30         | 18         | 385                       | 11      | 32        | 17        | 43         |
| 2015 | 50.000      | 741.600     | 6,7         | 52         | 34         | 18         | 961                       | 11      | 43        | 17        | 42         |
| 2018 | 50.400      | 806.600     | 6,2         | 48         | 33         | 15         | 1.050                     | 11      | 40        | 10        | 41         |
| 2020 | 50.750      | 811.430     | 6,2         | 43         | 32         | 11         | 1.180                     | 9       | 36        | 17        | 43         |
| 2022 | 51.000      | 818.000     | 6,2         | 39         | 29         | 10         | 1.307                     | 9       | 35        | 18        | 33         |